# Volo Flying Tiger Line 739
Il volo Flying Tiger Line 739 era un Lockheed L-1049 Super Constellation noleggiato dall'esercito degli Stati Uniti che scomparve il 16 marzo 1962 sull'Oceano Pacifico occidentale. L'aereo stava trasportando 93 soldati statunitensi e tre sudvietnamiti dalla base dell'aeronautica di Travis, in California, a Saigon, in Vietnam. Dopo il rifornimento alla base aerea di Andersen, Guam, il Super Constellation fece rotta verso la base aerea di Clark nelle Filippine quando scomparve. Tutti i 107 a bordo vennero dichiarati dispersi e presunti morti.

## L'aereo e gli occupanti
L'aereo era un Lockheed L-1049H Super Constellation di 5 anni con 17.224 ore di volo. Trasportava 11 membri dell'equipaggio civile americano e 96 passeggeri militari. Il volo era operato dalla Flying Tiger Line come volo charter 739 del servizio di trasporto aereo militare (MATS).
Il Super Constellation trasportava 93 specialisti delle comunicazioni dell'esercito addestrati dai Ranger in rotta verso il Vietnam del Sud. I loro ordini erano di sostituire i soldati di stanza a Saigon che stavano addestrando le truppe vietnamite a combattere i guerriglieri Viet Cong. A bordo c'erano anche tre membri dell'esercito vietnamita. L'equipaggio di volo era composto da undici civili con sede in California, inclusi sette uomini. Il pilota era il comandante Gregory P. Thomas.

## L'incidente
Il volo partì dalla base dell'aeronautica militare di Travis, in California, alle 5:45 GMT, il 14 marzo 1962, ed era destinato a Saigon. C'erano quattro fermate di rifornimento pianificate: Honolulu, alle Hawaii, Wake Island, Guam e la base aerea di Clark, Filippine. Il volo arrivò a Guam alle 11:14 GMT, il 15 marzo, dopo aver subito un ritardo per una piccola manutenzione sui motori numero 1 e 3 a Honolulu, e successivamente giunse a Wake Island. Il Connie partì da Guam alle 12:57 GMT con un orario stimato di arrivo nelle Filippine alle 19:16 GMT. Era stato caricato con nove ore di carburante per un volo di otto ore di 1.600 miglia (2.600 km).
Ottanta minuti dopo la partenza, alle 14:22 GMT, il pilota trasmise via radio un messaggio di routine e comunicò la sua posizione a 280 miglia (450 km) a ovest di Guam alle coordinate (13°40'N 140°0'E). L'aereo doveva raggiungere 14°0'N 135°0'E alle 15:30. A quel tempo, l'IFSS di Guam soffriva di alcune difficoltà di comunicazione temporanee con forti interferenze radio. Alle 15:39 l'operatore radio di Guam tentò di contattare il volo per un rapporto sulla posizione, ma non fu in grado di stabilire un contatto. L'aereo non venne più avvistato né sentito.

## L'indagine
Il Clark Field Rescue Coordinating Center dichiarò la scomparsa dell'aereo la mattina del 16 marzo 1962. Alcuni funzionari della Marina riferirono di ritenere che l'aereo si fosse schiantato più vicino a Guam che nelle Filippine. Al momento della scomparsa il tempo era sereno e il mare calmo. La Marina, l'Aeronautica, la Guardia Costiera e i Marines dispiegarono aerei e navi nell'area.
Il primo giorno di ricerca continuò anche durante la notte. Durante i primi due giorni della ricerca le navi attraversarono la bellezza di 75.000 miglia quadrate (190.000 chilometri quadrati) di oceano. Il segretario dell'esercito Elvis Stahr annunciò ai giornali che "non abbiamo perso la speranza che venga ritrovato e che le persone a bordo siano al sicuro" e che era stato compiuto il "massimo sforzo". Dopo quattro giorni di ricerche, il maggior generale Theodore R. Milton della 13th Air Force disse ai giornali che sebbene la possibilità di trovare sopravvissuti fosse dubbia, ogni sforzo sarebbe stato fatto "finché c'è qualche speranza."
Le operazioni di ricerca includevano aerei partiti da Guam, Clark Field, la 7ª flotta degli Stati Uniti, l'aeronautica posta ad Okinawa e le navi di superficie e gli aerei provenienti da numerose altre basi statunitensi nel Pacifico occidentale.
Dopo otto giorni la ricerca venne annullata. All'epoca era una delle più grandi mai avvenute nel Pacifico ed aveva coperto più di 200.000 miglia quadrate (520.000 chilometri quadrati) di oceano.

## Altre teorie

### Teorie cospirazioniste
Il volo 739 era uno dei due voli della Flying Tiger Line con collegamenti militari distrutti in circostanze simili lo stesso giorno. Ciò indusse sia i funzionari della compagnia aerea che i media a offrire suggerimenti che parlavano di sabotaggio e cospirazione.
Sia il volo 739 che l'altro velivolo, un altro L-1049 Super Constellation, partirono dalla base dell'aeronautica di Travis intorno alle 09:45 PST di mercoledì 14 marzo 1962 ed entrambi incontrarono difficoltà diverse ore dopo. L'altro aereo stava trasportando un "carico militare segreto" quando si schiantò nelle isole Aleutine e prese fuoco.
Flying Tiger Lines rilasciò una dichiarazione che delineava alcune possibili ragioni per i due eventi, tra cui il sabotaggio di uno o entrambi gli aerei e il rapimento del volo 739 e dei suoi passeggeri. La compagnia aerea disse anche che si trattava solo di "ipotesi selvagge" e che non c'erano prove a sostegno delle due teorie.

### Possibilità di un sabotaggio
Una petroliera liberiana, la SS TL Linzen, riferì di aver avvistato una luce brillante nel cielo vicino alla posizione prevista dell'aereo circa 90 minuti dopo l'ultimo contatto radio. Dei funzionari militari statunitensi la descrissero come una "luce brillante abbastanza forte da illuminare i ponti di una nave". È stato riferito che la petroliera aveva osservato un lampo di luce a circa 500 miglia (800 km) a ovest di Guam, seguito immediatamente da due luci rosse che cadevano nell'oceano a velocità diverse.
Un'indagine del Civil Aeronautics Board stabilì che i testimoni a bordo della petroliera avevano anche osservato quelle che sembravano scie di vapore, e numerosi membri dell'equipaggio notarono le due palle di fuoco cadere nell'oceano. La petroliera si recò nel punto in cui era stato osservato l'impatto delle palle di fuoco sull'oceano, ma nessuno fu in grado di trovare alcuna traccia degli oggetti caduti durante le sei ore di ricerca. Un portavoce del quartier generale dei soccorsi a Guam affermò che con il passare del tempo senza alcun segno dell'aereo, "si dà più credito alla possibilità che la petroliera possa aver visto l'aereo scomparso esplodere in volo".
I funzionari della Flying Tiger Line dissero che le loro precedenti teorie di sabotaggio sarebbero state rafforzate se le indagini avessero rivelato che si era verificata un'esplosione. Il vicepresidente esecutivo delle operazioni riportò che gli esperti ritenevano impossibile che si fossero verificate esplosioni sul Super Constellation nel corso del normale funzionamento. Inoltre affermò che non c'era nulla di abbastanza potente a bordo dell'aereo da farlo saltare completamente in aria e che "deve essere successo qualcosa di violento".
Il Civil Aeronautics Board stabilì che, date le osservazioni dell'equipaggio della petroliera, il volo molto probabilmente era esploso a mezz'aria. Poiché nessuna parte del relitto è mai stata rinvenuta, il CAB non fu in grado di stabilire una causa. Il verbale dell'incidente concludeva: